# Karl Stoerk
Karl Stoerk (17 settembre 1832 – Vienna, 13 settembre 1899) è stato un medico austro-ungarico.

## Biografia
Studiò medicina presso l'Università di Praga e Vienna e conseguì il dottorato nel 1858. Successivamente fu assistente di Ludwig Türck (1810-1868) a Vienna, stesso luogo dove fu medico per il resto della sua carriera. Nel 1891 Stoerk fi nominato capo della clinica laringologica.
Insieme a Leopold von Schrötter (1837-1908) e Johann Schnitzler (1835-1893), rese Vienna un importante centro di ricerca laringologica alla fine del XIX secolo.
Inoltre, dimostrò che è possibile curare la laringe e la gola usando un laringoscopio. Ideò anche diversi strumenti medici, tra cui la gastroscopia che è stata successivamente chiamata "gastroscopia  di Waldenburg". Il dispositivo endoscopico di Stoerk era costituito da tre tubi telescopici con un meccanismo ribaltabile.

## Opere
- Laryngoscopische Mittheilungen, Vienna, (1863).
- Laryngoscopische Operationen, ib. 1870 (seconda edizione in 1872).
- Beiträge zur Heilung des Parenchym und Cystenkropfes, Erlangen, 1874.
- Mittheilungen über Asthma Bronchiale und die Mechanische Lungenbehandlung, Stuttgart, (1875) .
- Klinik der Krankheiten des Kehlkopfes, der Nase und des Rachens, ib. 1876-80.
- Sprechen und Singen, Vienna, (1881).
- Die Erkrankungen der Nase, des Rachens und des Kehlkopfes, ib. 1895-97.